# Wuiswell Isea
Wuiswell Anderson Isea  (nacido en Caracas, Venezuela, el 13 de septiembre de 1982) es un exfutbolista profesional y actualmente director técnico, se desempeñaba en el terreno de juego como centrocampista y su último club como director técnico fue el Moca FC de la Liga Dominicana de Fútbol, actualmente se encuentra en estado de Agente Libre.

## Trayectoria como jugador
| Club                  | País                 | Año       |
| --------------------- | -------------------- | --------- |
| Caracas FC            | Venezuela            | 2000-2002 |
| Trujillanos           | Venezuela            | 2002-2003 |
| Deportivo Italchacao  | Venezuela            | 2003-2004 |
| Carabobo FC           | Venezuela            | 2004-2005 |
| Aragua FC             | Venezuela            | 2006-2007 |
| Unión Lara            | Venezuela            | 2007-2008 |
| Zulia FC              | Venezuela            | 2008-2009 |
| USM Blida             | Argelia              | 2009-2010 |
| Wydad de Casablanca   | Marruecos            | 2010      |
| KAC de Kenitra        | Marruecos            | 2010      |
| Deportivo Petare      | Venezuela            | 2011      |
| Aragua FC             | Venezuela            | 2011      |
| Atlético Huila        | Colombia             | 2013      |
| Deportivo Petare      | Venezuela            | 2013      |
| Caracas FC            | Venezuela            | 2014      |
| Metropolitanos FC     | Venezuela            | 2014      |
| Portuguesa FC         | Venezuela            | 2015      |
| Sportivo Trinidense   | Paraguay             | 2015      |
| Atlántico FC          | República Dominicana | 2016-2017 |
| Club Atlético Pantoja | República Dominicana | 2017-2018 |

### Carrera internacional
Ha vestido la camiseta vinotinto en diferentes categorías inferiores las cuales son: sub-17, sub-20 y sub-23, con la selección absoluta participó en dos ocasiones en partidos amistosos de fecha FIFA, realizando su debut de la mano del profesor Richard Paez.
- Luego del Campeonato Sudamericano Sub-20 disputado en Ecuador, en el año 2001 gracias a su desempeño, Wuiswell Isea fue llevado de prueba en el Bayern de Múnich de Alemania por un mes. Tras ser rechazado volvió a su país de origen, Venezuela.

| Selección                               | Torneo                                   | PJ | Sede        |
| --------------------------------------- | ---------------------------------------- | -- | ----------- |
| Selección de fútbol sub-17 de Venezuela | Campeonato Sudamericano Sub-17 de 1999   | 3  | Uruguay     |
| Selección de fútbol sub-20 de Venezuela | Campeonato Sudamericano Sub-20 de 2001   | 4  | Ecuador     |
| Selección de fútbol sub-23 de Venezuela | XIX Juegos Centroamericanos y del Caribe | 3  | El Salvador |
| Selección de fútbol de Venezuela        | Partido amistoso                         | 2  | Varias      |

## Trayectoria como entrenador
| Club                                                                | País                 | Año       |
| ------------------------------------------------------------------- | -------------------- | --------- |
| Club Barcelona Atlético                                             | República Dominicana | 2019      |
| Selección femenina de fútbol de la República Dominicana (asistente) | República Dominicana | 2020-     |
| Delfines del Este FC                                                | República Dominicana | 2019-2020 |
| Club Atlético San Francisco                                         | República Dominicana | 2021      |
| Moca FC                                                             | República Dominicana | 2021      |

## Competiciones como jugador
| Competición                   | PJ  | Goles |
| ----------------------------- | --- | ----- |
| Primera División de Venezuela | 198 | 92    |
| Primera División de Colombia  | 13  | 4     |
| Segunda División de Paraguay  | 10  | 5     |
| Liga de Fútbol de Marruecos   | 31  | 6     |
| Primera División de Argelia   | 13  | 7     |
| Liga Dominicana de Fútbol     | 32  | 5     |
| Copa Libertadores             | 15  | 0     |
| Copa Pre Libertadores         | 0   | 0     |
| Copa Sudamericana             | 4   | 0     |
| Selección Nacional            | 2   | 0     |
| Total de carrera              | 318 | 119   |